# Dalton Caldwell
Pour les articles homonymes, voir Caldwell.
Dalton Caldwell (né en 1980) est un entrepreneur américain qui a notamment travaillé dans le domaine de la distribution de musique en numérique. Il est le fondateur et CEO (Chief Executive Officer) de Mixed Media Labs.

## Biographie
Dalton Caldwell est né à El Paso. Il sort diplômé de l'Université de Stanford en 2003 avec un Bachelor of Science en Symbolic Systems et un Bachelor of Arts en psychologie. Après ses études, Caldwell travaille brièvement pour VA Linux (où il avait auparavant fait un stage d'été) avant de fonder Imeem fin 2003 avec l'aide d'un ami de Stanford, Jan Jannink (ingénieur ayant travaillé auparavant pour Napster). Après avoir levé plus de 50 millions de dollars auprès d'investisseurs divers (dont Sequoia Capital), Imeem devient l'un des services d'écoute de musique en streaming les plus populaires au monde, avant d'être racheté puis tué par MySpace.
En 2010 Dalton Caldwell fonde Mixed Media Labs, une start-up dont le premier produit sera Picplz, une application de partage gratuit de photo pour smartphones sous iOS et Android. Picplz offre des outils de retouche de photos via des « filtres », dont Cadwell défend l'usage en expliquant que l'image d'origine n'est pas détériorée puisque les deux versions (originale et retouchée) sont envoyées sur les serveurs de l'entreprise.
En octobre 2010, Caldwell fait une intervention remarquée au cours de l'événement annuel « Y Combinator's Startup School » à Stanford, en analysant les failles de Imeem et les défis auxquels doit faire face l'industrie de la musique. Dans son discours, il met en garde les entrepreneurs qui seraient tentés de lancer une start-up dans la musique, et critique fortement les labels de musique dont il dénonce les pouvoirs excessifs, et l'usage des licences à des fins de rente.

## App.net
Le 13 juillet 2012, Caldwell décrit sur son blog son expérience très négative en tant que développeur pour Facebook, et dénonce le recours trop systématique aux business-models basés sur la gratuité et le recours à la publicité dans les entreprises du secteur technologique. Dans d'autres articles, il avait aussi dénoncé le manque de respect de Twitter pour les développeurs d'applications tierces pour son service, et imputé cette attitude à la dépendance trop forte de l'entreprise à ses annonceurs. Pour contrer cette tendance, il annonce le lancement d'un service baptisé App.net via Mixed Media Labs. Il s'agit d'un service similaire à ce que propose Twitter, mais sans publicité et au contraire basé sur les abonnements de développeurs et d'utilisateurs. Son projet sera financé par une plateforme de financement participatif développée pour l'occasion jusqu'au 13 juillet, avec pour objectif de lever 500 000 dollars et d'atteindre 10 000 soutiens. À échéance, le projet a levé 750 000 dollars fournis par 11 000 soutiens. Il est aujourd'hui en stade alpha, et propose un aperçu de son avancement via un « flux global » en accès libre.